# Bennys fest
Bennys fest er en kortfilm fra 1982 instrueret af Anders Lykkebo.

## Handling
En novellefilm om en gruppe unge på 16-18 år. Hvordan de holder fest sammen - med dans, jalousi, sprut, hash og pornofilm. Hvad de gør - eller rettere sagt ikke gør for og med hinanden. Filmens hovedperson, Benny, er forelsket, men også meget tilbageholden - alt går galt for ham, og det udvikler sig til kaos og mareridt.